# Gle Tambo
Gle Tambo är en kulle i Indonesien.   Den ligger i provinsen Aceh, i den västra delen av landet, 1 700 km nordväst om huvudstaden Jakarta. Toppen på Gle Tambo är 220 meter över havet, eller 71 meter över den omgivande terrängen. Bredden vid basen är 0,59 km.
Terrängen runt Gle Tambo är kuperad åt sydost, men åt nordväst är den platt.Runt Gle Tambo är det glesbefolkat, med 18 invånare per kvadratkilometer. I omgivningarna runt Gle Tambo växer i huvudsak städsegrön lövskog.